# هجر الحبيب (مسلسل)
هجر الحبيب مسلسل درامي اجتماعي خليجي من إنتاج أبوظبي الإمارات 20 يوليو 2012.
من بطولة الفنانين 
- صلاح الملا.
- إلهام الفضالة.
- عبد الإمام عبد الله.
- أمل عبد الكريم.
- باسم عبد الأمير.
- بثينة الرئيسي.
- أحمد إيراج.
- عبد الله الطراروة.
- نور.
- شوق.
- عبد الله عباس.
- ناصر عباس.
- نواف القريشي.
- سوسن الهارون.
- فهد باسم.
- ليلى عبد الله.
- سماح غندور.
- طلال باسم.
- تأليف إيمان سلطان وإخراج محمد البكر.

## قصة المسلسل
تزوجت طيبة من صالح وعاشت في حياة هنية وهادئة وانجبت ابنائهما مها وفهد وشريفة، سعت أن تربي أولادها أفضل تربية إلا أن مشاكلها مع زوجها حالت دون تحقيق ذلك فينشأ الأولاد مشتتين، فتلجأ إلى شقيقها حتى تتمكن من استعادة نفسها مرة أخرى وتتوالى الأحداث ما بين الشد والجذب.

## وصلات خارجية
- صفحة المسلسل على السينما.